# Carl Wachtmeister (1869–1941)
Carl Christian Alarik Wachtmeister af Johannishus, född den 26 juli 1869 på Bönsta i Södermanland, död 1941, var svensk greve, överste i armén och godsägare. Han var militärattaché i S:t Petersburg under åren 1911-1917.

## Militär karriär
- 1886 Volontär vid Skånska Husarregementet.
- 1889 Sergeant och elev vid krigsskolan.
- 1890 Utexaminerad vid krigsskolan och utnämnd till underlöjtnant samma år.
- 1895-1896 Genomgick fullständig kurs vid krigshögskolan.
- 1896 Utnämnd till löjtnant.
- 1897 Aspirant i generalstaben.
- 1903 Stabsadjutant och kapten i generalstaben.
- 1903 Ryttmästare vid Skånska Husarregementet.
- 1911-1917 Militärattaché i S:t Petersburg.
- 1912 Major i armén.
- 1915 Överstelöjtnant i armén.
- 1920 Överste i armén.

## Familj

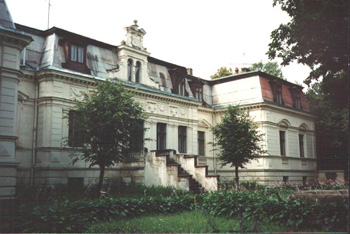
Slottet Ringen i Kurland

Carl Wachtmeister var son till Carl Fredrik Wachtmeister. Han gifte sig första gången den 22 oktober 1902 på Viderups slott i Skåne med sin syssling, friherrinnan Augusta Henrietta Ramel, född 1874. Hustrun avled tillsammans med sin knappt årsgamla dotter i april 1905 och det dröjde till 1918 innan Wachtmeister i staden Mitau i Kurland gifte om sig med friherrinnan Jutta Hermine von Nolcken, född 12 juli 1893 på slottet Ringen i Kurland, nuvarande Lettland. Paret bosatte sig på godset Ånsta i Södermanland. Han blev åter änkling 1933 vid den andra hustruns bortgång.
I det andra äktenskapet föddes två barn:
- Louise Magdalena Julie Colliander, född Wachtmeister (1919–1999), gift 1941 med kaptenen vid ingenjörtrupperna Björn Colliander (1918–2006).[1]
- Arvid Fredrik Woldemar Wachtmeister (1924–2004).